# Grande Marrocos

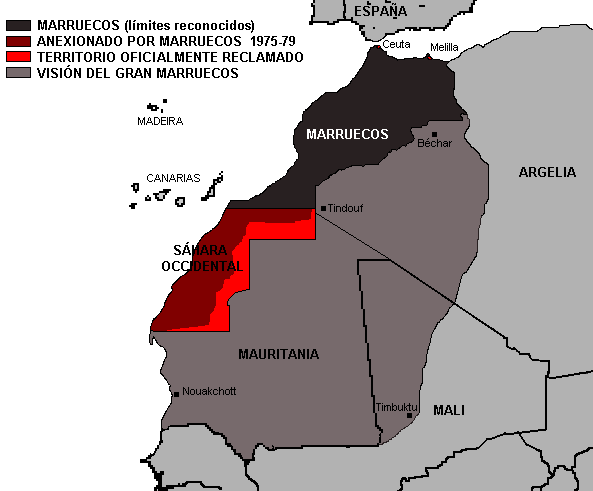
Mapa mostrando a extensão do "Grande Marrocos".

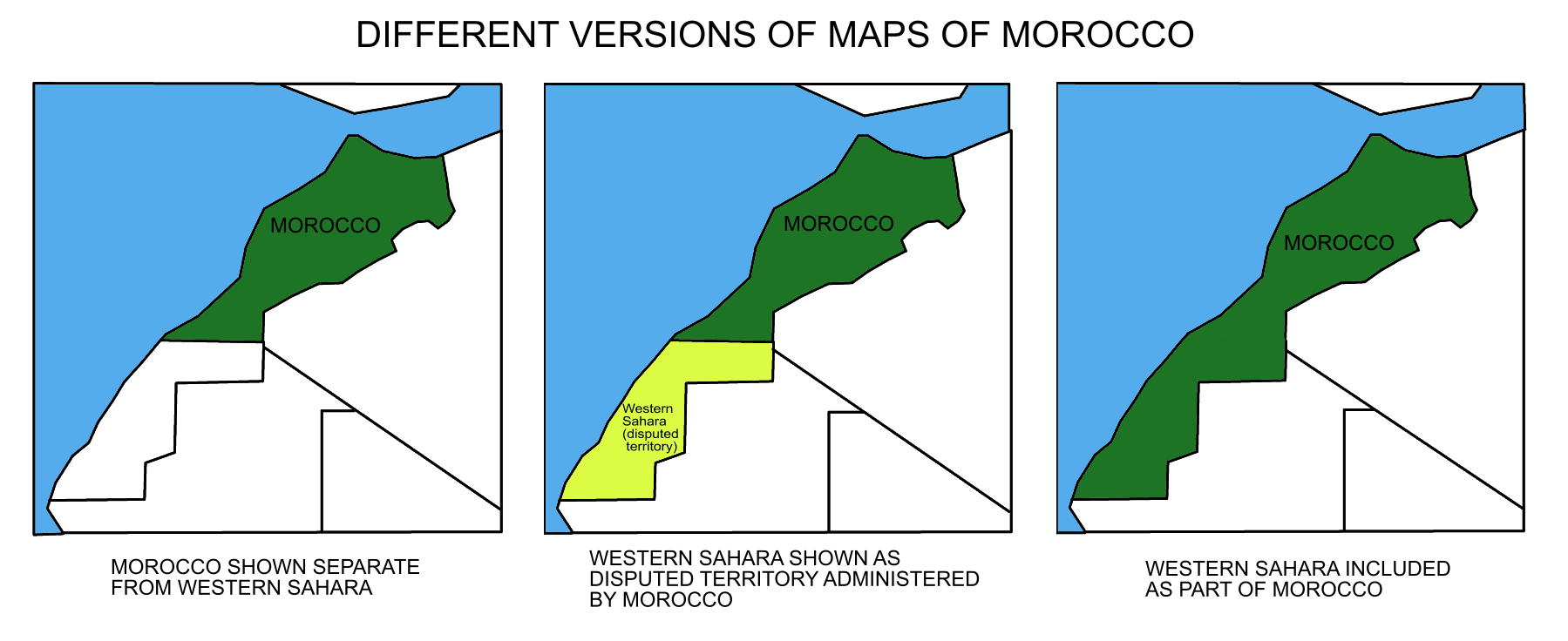
Diferentes mapas do Marrocos:
1º)Território oficial do Marrocos.
2º)Território reivindicado e administrado atualmente pelo Marrocos.
3º)Território marroquino segundo as autoridades do Marrocos.

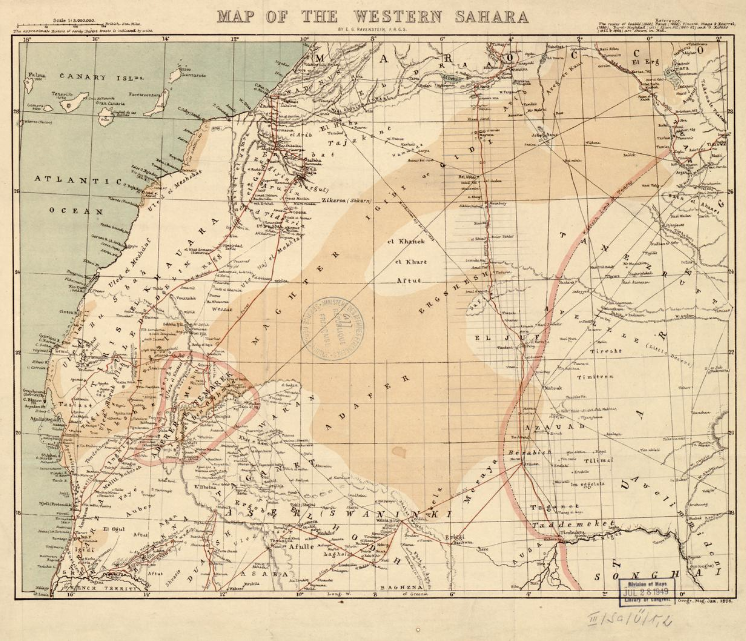
Western Sahara 1876

O conceito irredentista do Grande Marrocos começou a ser utilizado no início da década de 1940, pelo Partido Nacionalista Marroquino (Istiqlal), como arma de propaganda para conseguir o apoio do povo marroquino contra o domínio colonial francês. Após a independência marroquina em 1956, e após a morte do sultão Mohammed V (1961), seu filho, Hassan II reavivou o conceito de "Grande Marrocos", como uma extensão do processo de independência. Este processo começou com a conclusão do protetorado francês, a volta de Tânger e o fim do protetorado espanhol sobre os territórios administrados pela Espanha, no norte do Marrocos. Pouco tempo depois (após a Guerra de Ifni com Espanha, 1957-1958), conseguiu-se também a aquisição dos territórios do protetorado no sul do Marrocos, os territórios de Tarfaya (Cabo Juby).
Os territórios que compõem este "Grande Marrocos" é justificado por uma proclamada continuidade entre as várias dinastias que tinham prevalecido no Marrocos (como os almóadas ou os Merínidas) e o Marrocos atual. Desta forma, teria que incluir o Saara Ocidental, uma totalidade da Mauritânia, a parte ocidental da Argélia (as províncias de Tindouf e Bechar, bem como as áreas habitadas por tuataras), Ceuta, Melilha e as Possessões espanholas.
Depois de uma breve guerra fronteiriça entre o Marrocos e a Argélia (Guerra das Areias), em 1963, quando Marrocos foi capaz de derrotar o 2 batalhões argelinos (imediatamente após a independência da Argélia da França depois de uma longa guerra), a Argélia prometeu ao Marrocos que, se este último abandonasse as suas pretensões dos territórios do oeste argelino, receberia todo o apoio da Argélia para recuperar o Saara Ocidental (que era uma farsa, pois a Argélia ajudou e continua até agora a apoiar a Frente Polisário). Após a Guerra o Rei Hassan II deslocou seu foco para o Saara Ocidental, administrada pela Espanha. Em 1969 a Espanha cedeu Ifni ao Marrocos, na sequência da resolução 2072 das Nações Unidas.
No meio de uma crise econômica e depois de três golpes de estado fracassados, Hassan II decidiu enviar, em 1975, mais de 250.000 civis desarmados, incluindo prisioneiros liberados na condição de aderir a marcha, para o Saara Espanhol (em que se tornou conhecido como Marcha Verde). As suas intenções eram para obter a anexação do território ao Marrocos, administrativamente uma província espanhola, mas sujeitos a um processo de descolonização patrocinado pelas Nações Unidas (cuja Assembleia Geral tinha aprovado, em Dezembro de 1965 uma primeira resolução sobre o Saara, em que exortou a Espanha para "tomar imediatamente todas as medidas necessárias para a descolonização do território"), embora tenha produzido uma onda de entusiasmo nacionalista na população marroquina, sem se lançar numa guerra dispendiosa. Qualquer divergência interna seria silenciada, e não em vão o Marrocos vivia sob o mais duro dos "anos de chumbo." A marcha penetrou em 6 de novembro no território do Saara Espanhol, avançando 12 Km para além das fronteiras, acampando fora das linhas da Espanha.
Esta ação causou a rejeição da Frente Polisário, o grupo guerrilheiro sarauíta que lutava contra a Espanha pela independência do Saara Ocidental, apoiada pela Argélia. Enquanto na Espanha a morte do General Francisco Franco paralisava a ação do governo, o Marrocos, estava a negociar com a Espanha e a Mauritânia os Acordos de Madrid (14 de novembro de 1975), pelo qual a Espanha cedeu a administração do território (um terço do sul a Mauritânia e o resto do território ao Marrocos), ignorando as resoluções da ONU para "garantir que toda a população saauri ... poder exercer o seu direito inalienável à autodeterminação através de consultas livres", apoiada pelo parecer do Tribunal Internacional de Justiça em Haia, em 16 de outubro de 1975, que tinha reconhecido que o Sahara não era parte da "integridade territorial" de Marrocos), as tropas espanholas abandonaram o território, em Fevereiro de 1976, que foi dividido entre Marrocos e da Mauritânia. Os marroquinos não se incomodaram ou criaram problemas em ceder o território ao sul a Mauritânia, já que as minas de fosfato do norte permaneceram em suas mãos. Desta forma, não apenas a onda de entusiasmo nacionalista que se traduziu num aumento da popularidade da monarquia, mas também a economia do reino é revitalizada.
No entanto, imediatamente começou-se uma luta entre Marrocos e Mauritânia, por um lado, e a Frente Polisário de outro, na qual não aceitou a mudança de domínio colonial para outra. Em 1978, a Mauritânia reconheceu sua impotência económica e militar para controlar o território da adjudicação, e formalmente renunciou todas as reclamações sobre esse território, que foi rapidamente anexado pelo Marrocos.
A ocupação do Saara Ocidental não foi reconhecida pela União Africana, que expulsa o Marrocos, e o Saara Ocidental assume seu lugar. A independência do Saara Ocidental foi reconhecida por todos os estados africanos, mas não pela Liga Árabe e a ONU, que em seguida, tenta organizar um referendo para a independência que é fortemente contestado pelo Marrocos.
Depois da morte do Rei Hassan II, em 1999, seu filho, Mohammed VI, em 2002 tentou uma ocupação na ilha de Perejil, que a Espanha considera como seu território. Devido a isto, por um curto período as relações diplomáticas entre a Espanha e Marrocos ficam tensas e, em seguida, a questão é resolvida pela União Europeia, Liga Árabe e a ONU, ainda assim o Marrocos alega que a ilha é o seu território. O incidente da Ilha de Perejil, também é considerado como um movimento ligado a reivindicações irredentistas do Marrocos.